# ノアスカ
ノアスカ（伊: Noasca）は、イタリア共和国ピエモンテ州トリノ県にある、人口約100人の基礎自治体（コムーネ）。

## 地理

### 位置・広がり

#### 隣接コムーネ
隣接するコムーネは以下の通り。括弧内のAOはヴァッレ・ダオスタ州所属を示す。
- チェレゾーレ・レアーレ
- キアランベルト
- コーニュ (AO)
- グロスカヴァッロ
- ロカーナ
- ヴァルサヴァランシュ (AO)

## 行政

### 分離集落
ノアスカには、以下の分離集落（フラツィオーネ）がある。
- Grusiner, Fè, Pra, Balmarossa, Borno, Gera, Gere Eredi, Jamoinin, Jerener, Pianchette, Pian, Piandellera